# Françoise Spira
Pour les articles homonymes, voir Spira.
Françoise Spira est une comédienne française, née le 7 décembre 1928 à Paris et morte le 4 janvier 1965  à Neauphle-le-Château (Yvelines).

## Biographie
Après avoir participé à l'aventure théâtrale du TNP de Jean Vilar, Françoise Spira a assuré, de 1962 à 1965, la direction du théâtre de l'Athénée.
Lors du tournage, en 1960, du film d'Alain Resnais L'Année dernière à Marienbad, dans lequel elle joue un petit rôle, elle avait réalisé un film en super 8, redécouvert cinquante ans plus tard par son dernier compagnon, Jean-Baptiste Thierrée, et monté en 2010, sous le titre Souvenirs d'une année à Marienbad, par Volker Schlöndorff, qui avait été l'un des assistants du metteur en scène.
En janvier 1965, Françoise Spira s'est suicidée à Neauphle-le-Château.

## Filmographie

### Cinéma
- 1951 : Avignon, bastion de la Provence de James Cuenet (court métrage) : elle-même
- 1952 : Fanfan la Tulipe de Christian-Jaque : petit rôle
- 1953 : Capitaine Pantoufle de Guy Lefranc : la Rousse
- 1955 : Razzia sur la chnouf d'Henri Decoin : Yvonne, la dame des lavabos
- 1957 : Deux Mères (Zwei Mütter) de Frank Beyer : Madelaine
- 1959 : Secret professionnel de Raoul André : Odette
- 1960 : La Chatte sort ses griffes d'Henri Decoin : Marie-José
- 1961 : Qui êtes-vous Monsieur Sorge ? d'Yves Ciampi : Edith de Branowski
- 1961 : L'Année dernière à Marienbad d'Alain Resnais : un personnage de l'hôtel
- 1963 : La Soupe aux poulets de Philippe Agostini : Maria

### Télévision
- 1961: L'inspecteur Leclerc enquête de Maurice Cazeneuve (Série TV) : Irène Lerang-Vernet

## Théâtre
- 1946 : Le Crime de Lord Arthur Savile de St. John Legh Clowes d'après Oscar Wilde, mise en scène Marcel Herrand, Théâtre des Mathurins
- 1948 : Shéhérazade de Jules Supervielle, mise en scène Jean Vilar, Festival d'Avignon, théâtre Édouard VII
- 1951 : Le Cid de Corneille, mise en scène Jean Vilar, Festival d'Avignon, TNP Théâtre de la cité Jardins Suresnes : Chimène
- 1951 : Mère Courage de Bertolt Brecht, mise en scène Jean Vilar, TNP Théâtre de la Cité Jardins Suresnes : Cattrine
- 1952 : L'Avare de Molière, mise en scène Jean Vilar, TNP Théâtre de Chaillot, Festival d'Avignon
- 1952 : Nucléa d'Henri Pichette, mise en scène Gérard Philipe & Jean Vilar, TNP Théâtre de Chaillot : Chœur des Opprimés, Une aveugle
- 1952 : Lorenzaccio d’Alfred de Musset, mise en scène Gérard Philipe, TNP Festival d'Avignon
- 1957 : César et Cléopâtre de George Bernard Shaw, mise en scène Jean Le Poulain, Théâtre Sarah-Bernhardt
- 1958 : Procès à Jésus de Diego Fabbri, mise en scène Marcelle Tassencourt, Théâtre Hébertot
- 1958 : La Hobereaute de Jacques Audiberti, mise en scène Jean Le Poulain, Théâtre du Vieux-Colombier
- 1961 : Miracle en Alabama de William Gibson, adaptation de Marguerite Duras et Gérard Jarlot, mise en scène François Maistre au Théâtre Hébertot
- 1962 : Lulu de Frank Wedekind, mise en scène François Maistre, Théâtre de l'Athénée